# Klettersteig Buchau
Der Klettersteig Buchau oder Klettersteig Dalfazer Wasserfall ist ein kurzer aber schwieriger Klettersteig im Rofangebirge in den Brandenberger Alpen. 
Erbaut im Jahr 2011 von Stefan Wierer, der zuvor bereits an der Einrichtung des 5-Gipfel-Klettersteigs im Rofangebirge beteiligt war, erfolgt der Einstieg zunächst rechts des Dalfazer Wasserfalls. Der Steig selbst verläuft nahe am Wasserfall bis zu einem schmalen Band. Danach folgt der Steig einem Riss in einer rechts darüberliegenden Wand. Er gilt mit der Schwierigkeitsstufe D als sehr schwierig.

## Galerie

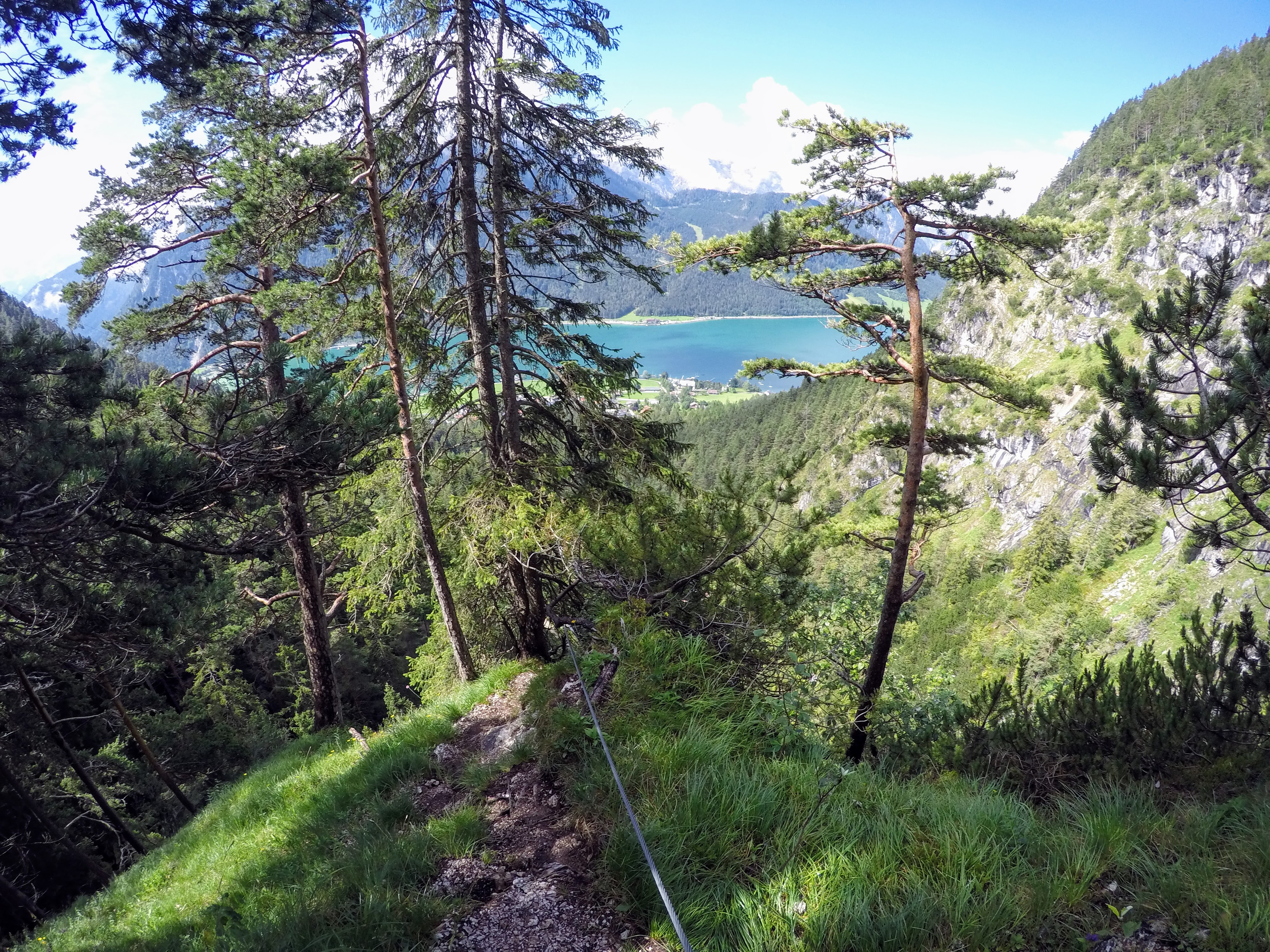
Ausstieg oberhalb des Wasserfalls